# جيمس بروكس
جيمس بروكس (بالإنجليزية: James L. Brooks)‏ مواليد 9 مايو 1940 في بروكلين، نيويورك، الولايات المتحدة، هو مخرج وكاتب سيناريو أمريكي بدأ مسيرته الفنية عام 1965. كما أنه من الفائزين بجوائز الأوسكار وجائزة إيمي وجائزة غولدن غلوب.

## الأعمال
- 2010: كيف تعرف
- 2007: أل سيمبسون
- 1997: أفضل ما يمكن حصوله
- 1996: جيري ماغواير
- 1987: أخبار الإذاعة

## وصلات خارجية
- الموقع الإلكتروني
- جيمس بروكس على موقع IMDb (الإنجليزية)
- جيمس بروكس على موقع الموسوعة البريطانية (الإنجليزية)
- جيمس بروكس على موقع مونزينجر (الألمانية)
- جيمس بروكس على موقع ألو سيني (الفرنسية)
- جيمس بروكس على موقع ميوزك برينز (الإنجليزية)
- جيمس بروكس على موقع تيرنر كلاسيك موفيز (الإنجليزية)
- جيمس بروكس على موقع أول موفي (الإنجليزية)
- جيمس بروكس على موقع بوكس أوفيس موجو (الإنجليزية)
- جيمس بروكس على موقع قاعدة بيانات الأفلام السويدية (السويدية)
- جيمس بروكس على موقع إن إن دي بي (الإنجليزية)